# Wierzyce
Wierzyce – wieś w Polsce położona w województwie wielkopolskim, w powiecie gnieźnieńskim, w gminie Łubowo.
W latach 1975–1998 miejscowość administracyjnie należała do województwa poznańskiego.
Według danych GUS z 2021 r., wieś liczyła 681 mieszkańców.
Urodził się tu Franciszek Malanowski ps. „Kruta” – starszy sierżant Wojska Polskiego.